# Wiley Maple
Pour les articles homonymes, voir Maple (homonymie).
Wiley Maple est un skieur alpin américain, né le 25 mai 1990 à Aspen. Il est spécialiste des épreuves de vitesse (descente et super G).

## Biographie
Membre du club de sa ville natale Aspen, il court des épreuves internationales à partir de 2005 puis en Coupe nord-américaine en 2007, où il remporte deux courses en 2011. Il découvre la Coupe du monde en janvier 2011 à la descente de Wengen. Il y marque ses premiers points en décembre 2011 en terminant 29e du super G de Val Gardena. Il obtient un résultat dans le top vingt avec une 17e place à la descente de Saalbach en février 2015.
Il est sélectionné pour les Jeux olympiques d'hiver de 2018, où il se classe 30e de la descente, sa seule course dans un grand championnat.
Il effectue sa dernière saison au haut niveau en 2019-2020.

## Palmarès

### Jeux olympiques
| Édition / Épreuve   | Descente |
| ------------------- | -------- |
| JO 2018 Pyeongchang | 30e      |

### Coupe du monde
- Meilleur classement général : 115e en 2015.
- Meilleur résultat : 17e.

#### Classements par saison
| Saison | Général | Slalom | Slalom géant | Super G | Descente | Combiné |
| ------ | ------- | ------ | ------------ | ------- | -------- | ------- |
| 2012   | 147e    | —      | —            | 61e     | —        | —       |
| 2015   | 115e    | —      | —            | —       | 47e      | —       |
| 2016   | 121e    | —      | —            | 46e     | 53e      | —       |
| 2018   | 122e    | —      | —            | 51e     | 44e      | —       |
| 2019   | 152e    | —      | —            | —       | 58e      | —       |

### Coupe d'Europe
- 1 victoire.

### Coupe nord-américaine
- Gagnant du classement de la descente en 2011.
- 8 podiums, dont 3 victoires.

### Championnats des États-Unis
- Vainqueur de la descente en 2015.